# Panama (Nebraska)
Panama é uma vila localizada no estado americano de Nebraska, no Condado de Lancaster.

## Demografia
Segundo o censo americano de 2000, a sua população era de 253 habitantes.
Em 2006, foi estimada uma população de 255, um aumento de 2 (0.8%).

## Geografia
De acordo com o United States Census Bureau, a localidade tem uma área de 0,7 km², sem área coberta por água.

## Localidades na vizinhança
O diagrama seguinte representa as localidades num raio de 16 km ao redor de Panama.